# Andrea King

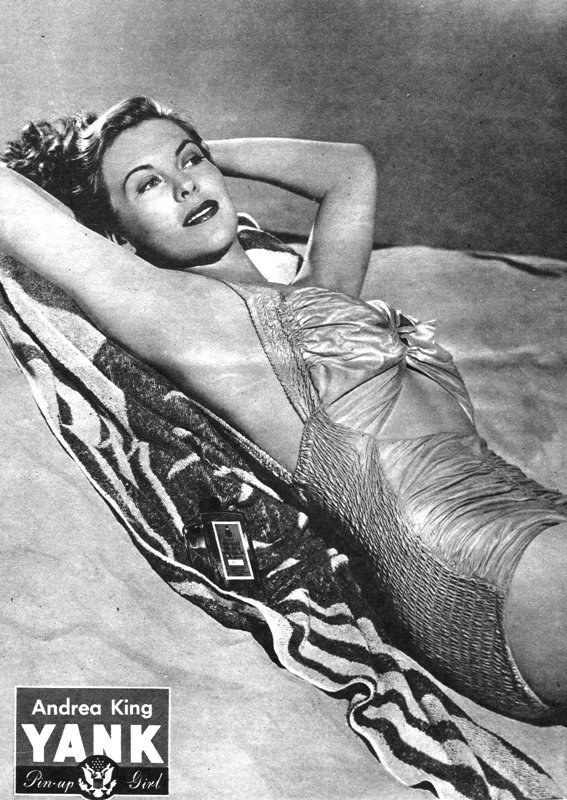
Pin-up-Foto von Andrea King für das Wochenmagazin Yank, the Army Weekly vom 10. August 1945

Andrea King (* 1. Februar 1919 in Paris als Georgette André Barry; † 22. April 2003 in Woodland Hills, Kalifornien) war eine US-amerikanische Schauspielerin.

## Leben und Karriere
Andrea King gab 1940 ihr Schauspiel-Debüt. Sechs Jahre später gelang es ihr, auch Hauptrollen in Hollywood zu spielen, wie 1946 an der Seite von Peter Lorre in Die Bestie mit den fünf Fingern oder in Der Schatten einer Frau. Ab Anfang der 1950er Jahre war King hauptsächlich in Fernsehproduktionen zu sehen. So spielte sie unter anderem in Mord ist ihr Hobby, Columbo und Lieber Onkel Bill eine Gastrolle. 1994 zog die Schauspielerin sich ins Privatleben zurück.
1960 bekam sie einen Stern auf dem Hollywood Walk of Fame (1541 Vine Street).
Andrea King war von 1940 bis zu seinem Tod 1970 mit Nat Willis verheiratet. Das Paar hatte ein gemeinsames Kind.

## Filmografie (Auswahl)
- 1944: Das Leben der Mrs. Skeffington (Mr. Skeffington)
- 1944: Hollywood-Kantine (Hollywood Canteen)
- 1945: Eine Frau mit Unternehmungsgeist (Roughly Speaking)
- 1945: Hotel Berlin
- 1946: Der Schatten einer Frau (Shadow of a Woman)
- 1946: Die Bestie mit den fünf Fingern (The Beast with five Fingers)
- 1947: Besuch in Kalifornien (The Man I Love)
- 1947: Reite auf dem rosa Pferd (Ride the Pink Horse)
- 1947: My Wild Irish Rose
- 1948: Mr. Peabody und die Meerjungfrau (Mr. Peabody and the Mermaid)
- 1950: Die Piratenbraut (Buccaneer’s Girl)
- 1950: I Was a Shoplifter
- 1950: Unter Einsatz des Lebens (Southside 1-1000)
- 1951: Das Zeichen des Verräters (Mark of the Renegade)
- 1952: Endstation Mars (Red Planet Mars)
- 1952: Sturmfahrt nach Alaska (The World in His Arms)
- 1957: Weint um die Verdammten (Band of Angels)
- 1958: Von Panzern überrollt (Darby’s Rangers)
- 1968: Columbo: Mord nach Rezept (Prescription: Murder, Fernsehfilm)
- 1969: Der Mann mit dem Katzenkäfig (Daddy’s Gone A-Hunting)
- 1973: Blackenstein
- 1991: Houdini & Company – Der Geist des Magiers (The Linguini Incident)
- 1994: Im Labyrinth der Leidenschaft (Inevitable Grace)